# Pagoda Beisi

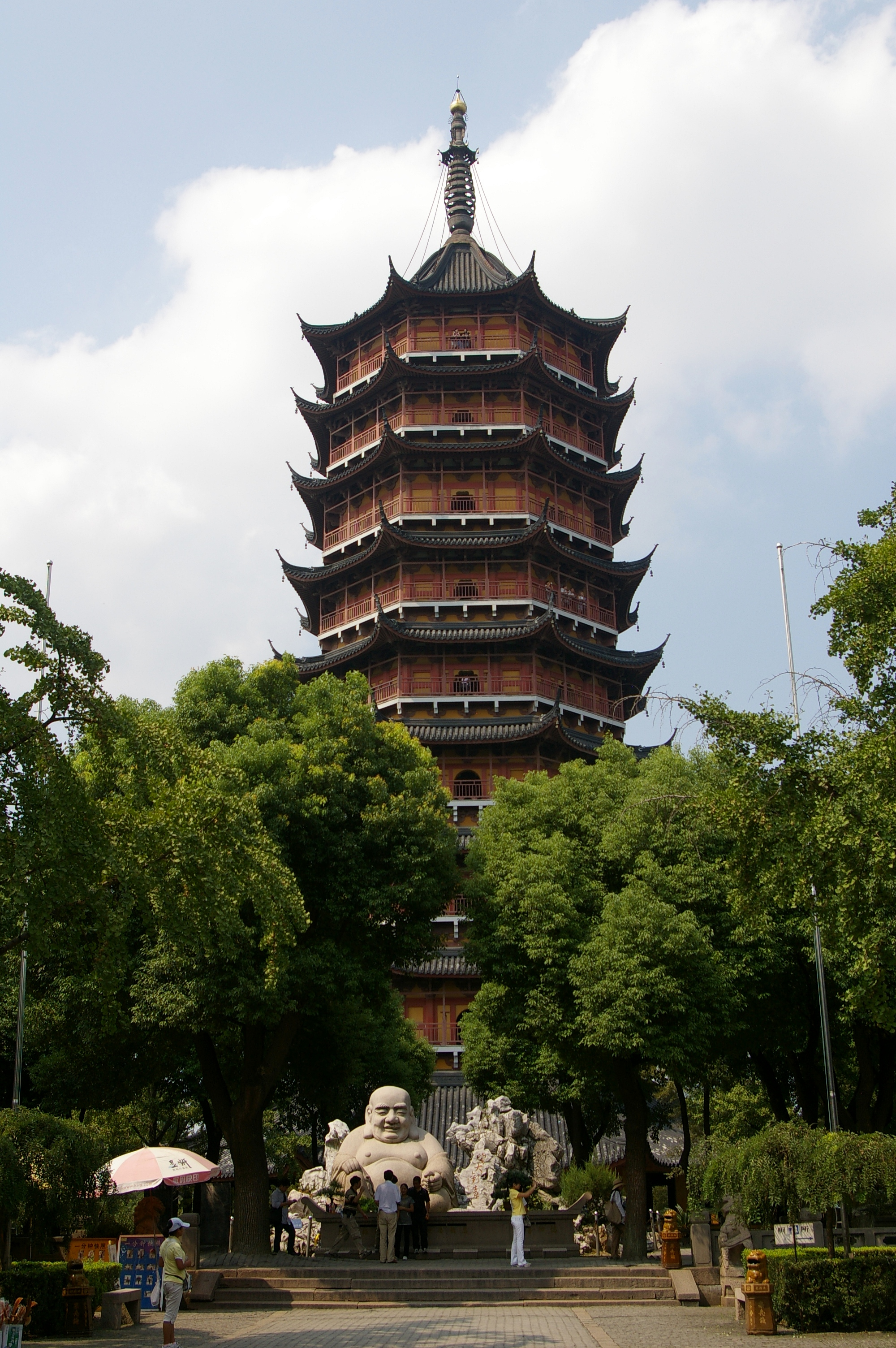
Pagoda Beisi

Pagoda Beisi (chiń. 北寺塔; pinyin Běisì Tǎ; dosł. „Pagoda Północnej Świątyni”) – zabytkowa pagoda, znajdująca się w kompleksie świątyni Bao’en (chiń. 报恩寺; pinyin Bào’ēn sì) w mieście Suzhou w chińskiej prowincji Jiangsu.
Pierwotna pagoda została wzniesiona w Epoce Trzech Królestw przez Sun Quana, w intencji pomyślności dla jego matki. Istniejąca obecnie pagoda pochodzi z czasów dynastii Song i została zbudowana w latach 1131-1162.
Ośmiokątna pagoda ma 9 pięter, a jej wysokość wynosi 76 metrów. Jej podstawę i zewnętrzne mury wykonano z cegły, podstawy tarasów z kamienia, natomiast ich barierki z drewna.
Podczas przeprowadzonych w latach 1960 i 1975 prac remontowych odkryto we wnętrzu pagody liczne przedmioty związane z kultem buddyjskim, m.in. posążek Buddy i wykonaną z miedzi figurkę żółwia.